# Rinorea brachythrix
Rinorea brachythrix és un arbust de la família de les Violaceae. Va ser descrit per Sydney Fay Blake el 1924.

## Descripció
Arriba als 4 m d'alçada. Branques d'edat poc hirtel·les o elaborades; fulles oposades; pecíols hirtel·losos, de 8 a 14 mm de llarg; fulles oblongs el·líptiques, de 11,5 a 16 cm de llarg, 3,8 a 5,3 cm d'amplada, acuminades, a la base cuneades o arrodonides, repandserrulades amb dents negres agudes amb punta de glàndula, coriàcies i fortament propínul-reticulats, poc hirtel·les a la costa superior, poc estrigosa a la costa per sota, raïms terminals, de 2 a 4 cm de llarg, fulvescent-puberulós amb pèls estesos, els peduncles de 2 a 4 mm de llarg, fulvescens-puberulós amb pèls estesos, els pedicels de 2 a 4 cm de llarg; sèpals ovats, de 2 a 2,5 melons, aguts, ferms, poc estriats, ciliolats, estrigil·losos principalment per sobre.
Pètals grocs, oblongs-ovats, de 5 mm de llarg, obtusos, reflexos a l'àpex, poc ciliats per sota, altrament glamurosos, estams de 3,8 a 4 mm de llarg, els filaments de 0,4 mm de llarg, aproximadament iguals per la petita glàndula adnata, les anteres el·líptic)oblong, 2,2 mm de llarg, 2-mucronat, les escates connectives de 3,5 mm de llarg, oblong)-ovat, obtus, glabre, obscurament prosa; ovari densament hispídul, la superfície interna, les placentes i les llavors (2 per cada placenta) poc puberulades.

## Distribució
És endèmic de Panamà i Veneçuela. Se l'ha trobat a boscos de terra baixa i de muntanya, però és massa poc coneguda per donar una descripció de l'hàbitat. Arriba als 4 m d'alçada.
A la Llista Vermella de la UICN se l'ha classificat a la categoria risc mínim en considerar l'amplia zona que ocupa on no s'ha identificat cap amenaça.